# Spheciospongia florida
Spheciospongia florida är en svampdjursart som först beskrevs av Lendenfeld 1897.  Spheciospongia florida ingår i släktet Spheciospongia och familjen borrsvampar. Inga underarter finns listade i Catalogue of Life.